# Kalev Tallinn
Maillots
Le Kalev Tallinn est un club estonien de basket-ball appartenant à l'élite du championnat estonien. Le club était basé dans la ville de Tallinn.

## Palmarès
- Champion d'Estonie : 1992, 1993, 1995, 1996, 1998, 2002, 2003
- Vainqueur de la Coupe d'Estonie : 2002
- Champion d'URSS : 1991

## Entraîneurs
- 2018-2019 :  Gert Kullamäe
- 2019- :  Martin Müürsepp

## Joueurs célèbres ou marquants
- Tiit Sokk
- Martin Müürsepp
- Kristjan Kangur
- Keith Hill (1995-1996)